# Albalá
Albalá település Spanyolországban, Cáceres tartományban. Albalá Alcuéscar, Casas de Don Antonio, Montánchez és Torremocha községekkel határos. Lakosainak száma 657 fő (2024).

## Népesség
A település népessége az elmúlt években az alábbi módon változott:
| Lakosok száma | 848  | 878  | 850  | 798  | 805  | 723  | 712  | 689  | 681  | 657  |
|               | 2001 | 2004 | 2006 | 2009 | 2011 | 2014 | 2016 | 2019 | 2021 | 2024 |